# Добраничевка

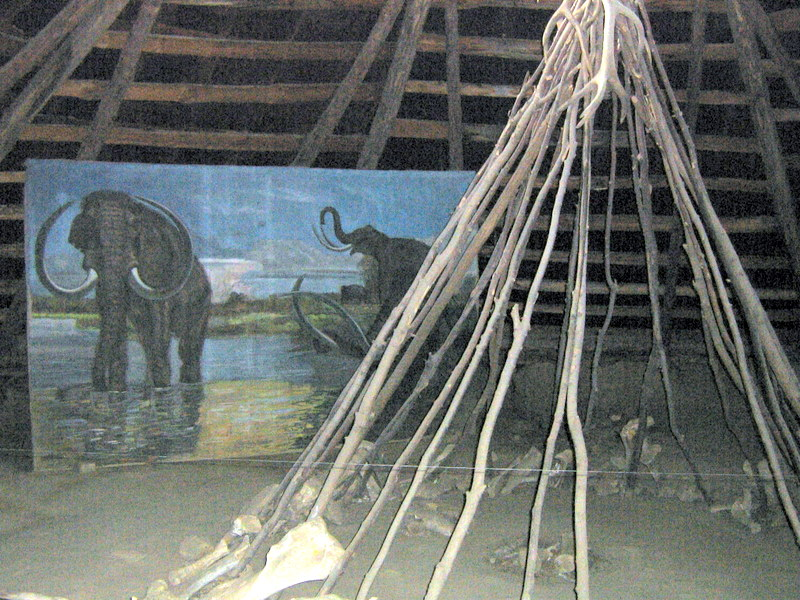
Фрагмент стоянки позднего палеолита. с. Добраничевка. Музей народной архитектуры и быта Средней Надднепрянщины, Яготинский район, Киевская область

Добраничевка (укр. Добраничівка) — село, входит в Яготинский район Киевской области Украины  расположенное в 15 км к югу от Яготина. Население по переписи 2001 года составляло 371 человек. Почтовый индекс — 07755. Телефонный код — 4575. Занимает площадь 2 км². Код КОАТУУ — 3225582103.
с. Доброничевка входит в Капустинский сельский совет

## Местный совет
с. Капустинці, вул. Миру, 18  (укр.)

## История
- Добраничевка - обитель казаков на Поднепровье, Осажденная переселенцами из Правобережья, беглецами от ордынского погрома в 1612 году. С тех пор находилась в составе Речи Посполитой.
- Деревня есть на карте 1826-1840 годов.[1]
- В селе было древнее казацкое кладбище, уничтожено в середине 20 века и храм в честь Архистратига Михаила, уничтожен в конце 1920-х.

- Село Капустинцы, в местный совет которого входит с.Доброничевка в разные времена входило в состав следующих административных единиц:

до 1917 г. — Капустинскую волость, Пирятинского уезда Полтавской губернии Российской империи
1922—23 гг. — Капустинскую волость Пирятинского уезда Полтавской губернии
1923—26 гг. — Ковалевский район Золотоношского округа Полтавской области
1926—31 гг. — Бырловский район Прилуцкого округа Полтавской области
1931—35 гг. — Драбовский район Прилуцкого округа Полтавской области
04.1935 — 06.1935 — Драбовский район Киевской области
1935—40 гг. — Бырловский район Харьковской области
1940—54 гг. — Ковалевский район Полтавской области
1954—59 гг. — Шрамковского района Черкасской области
с 1959 г. — Яготинский район Киевской области
- Палеолитическая стоянка Добраничевка (uk:Добраничівська стоянка) вместе со стоянками Кирилловская, Мезинская, Межиричская, Тимоновка 1-2, Супонево, Юдиново, Гонцы, Радомышль, Пушкари 1, Бердыж, Авдеево и Хотылёво 2 образуют Днепро-Деснянский район охотников на мамонтов[2]. Относится к межиричско-добранической культуре.